# Archamia bleekeri
Archamia bleekeri är en fiskart som först beskrevs av Günther, 1859.  Archamia bleekeri ingår i släktet Archamia och familjen Apogonidae. Inga underarter finns listade i Catalogue of Life.

## Bildgalleri

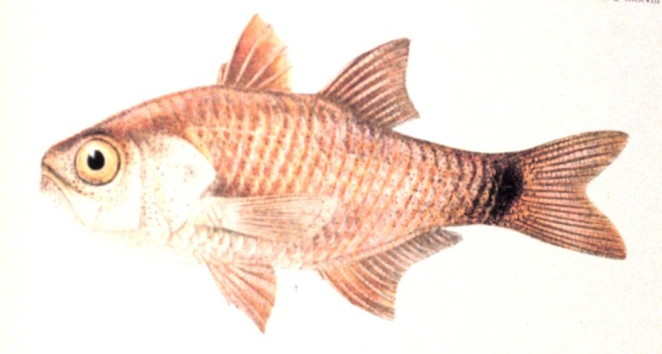